# Vámoscsalád
Vámoscsalád is een plaats (község) en gemeente in het Hongaarse comitaat Vas. Vámoscsalád telt 373 inwoners (2001).